# Kardynałowie z nominacji Klemensa V
Papież Klemens V (1305–1314), pierwszy papież okresu niewoli awiniońskiej, mianował 24 nowych kardynałów na trzech konsystorzach, a ponadto zrehabilitował dwóch kardynałów ekskomunikowanych przez Bonifacego VIII (1294–1303). Z wyjątkiem Anglika Thomasa z S. Sabina wszyscy nowi kardynałowie byli Francuzami, a co najmniej sześciu z nich było krewnymi Klemensa V. Nominacje te zapoczątkowały 70-letnią dominację Francuzów w Kolegium Kardynalskim.

## Konsystorz 15 grudnia 1305
1. Pierre de la Chapelle Taillefert, biskup Tuluzy – kardynał prezbiter S. Vitale (tytuł nadany 30 stycznia 1306), kardynał biskup Palestriny (17 grudnia 1306), zm. 16 maja 1312.
2. Berenger Fredol, biskup Béziers –  kardynał prezbiter Ss. Nereo ed Achilleo, następnie kardynał biskup Tusculum (1309), zm. 11 czerwca 1323.
3. Arnaud Frangier de Chanteloup, siostrzeniec papieża, arcybiskup elekt Bordeaux – kardynał prezbiter S. Marcello, zm. 14 grudnia 1313.
4. Pierre Arnaud de Puyanne OSB, opat Sainte-Croix w Bordeaux, wicekanclerz św. Kościoła Rzymskiego –  kardynał prezbiter S. Prisca, zm. 4 września 1306.
5. Thomas of Jorz OP, spowiednik króla Anglii Edwarda I –  kardynał prezbiter S. Sabina, zm. 13 grudnia 1310.
6. Nicolas de Fréauville OP, spowiednik króla Francji Filipa IV –  kardynał prezbiter S. Eusebio, zm. 14 lutego 1323.
7. Guillaume Arrufat, krewny papieża – kardynał prezbiter S. Pudenziana zm. 24 stycznia 1311.
8. Étienne de Suisy, archidiakon Brugii –  kardynał prezbiter S. Ciriaco alle Terme, zm. 10 grudnia 1311.
9. Raymond de Got, bratanek papieża –  kardynał diakon S. Maria Nuova, zm. 26 czerwca 1310.
10. Arnaud de Pellegrue, krewny papieża, archidiakon Chartres –  kardynał diakon S. Maria in Portico, zm. w sierpniu 1332.

### Rehabilitacje
1. Giacomo Colonna (w latach 1278–1297 kardynał diakon S. Maria in Via Lata) – kardynał diakon bez tytułu (15 grudnia 1305), zm. 14 sierpnia 1318
2. Pietro Colonna (w latach 1288–1297 kardynał diakon S. Eustachio) – kardynał diakon bez tytułu (15 grudnia 1305), następnie kardynał diakon S. Angelo in Pescheria (2 marca 1317), zm. 7 stycznia 1326

## Konsystorz 19 grudnia 1310
Kościoły tytularne zostały nadane prawdopodobnie 20 grudnia 1310:
1. Arnaud de Falguières, arcybiskup Arles – kardynał prezbiter, następnie kardynał biskup Sabiny (20 grudnia 1310), zm. 12 września 1317.
2. Bertrand des Bordes, biskup Albi – kardynał prezbiter Ss. Giovanni e Paolo, zm. 12 września 1311.
3. Arnaud Nouvel OCist, opat Fontfroide, wicekanclerz św. Kościoła Rzymskiego – kardynał prezbiter S. Prisca, zm. 14 sierpnia 1317.
4. Raymond Guillaume des Forges, siostrzeniec papieża, skarbnik kapituły w Beauvais – kardynał diakon S. Maria Nuova, zm. 5 października 1346.
5. Bernard de Garves, siostrzeniec papieża, archidiakon Coutances – kardynał diakon S. Agata alla Suburra, następnie kardynał prezbiter S. Clemente (9 marca 1327), zm. 1329

## Konsystorz 23 grudnia 1312
1. Guillaume de Mandagot CanReg, arcybiskup Aix – kardynał biskup Palestriny, zm. 3 listopada 1321.
2. Arnaud d'Aux, biskup Poitiers, kamerling św. Kościoła Rzymskiego – kardynał biskup Albano, zm. 14 sierpnia 1320.
3. Jacques d’Euse, biskup Awinionu – kardynał prezbiter S. Vitale, następnie kardynał biskup Porto e S. Rufina (maj 1313), Papież Jan XXII (7 sierpnia 1316), zm. 4 grudnia 1334
4. Berenguer Fredol, biskup Béziers – kardynał prezbiter Ss. Nereo ed Achilleo (tytuł nadany 14 stycznia 1313), następnie kardynał biskup Porto e S. Rufina (22 sierpnia 1317), zm. w listopadzie 1323.
5. Michel du Bec-Crespin, dziekan Saint-Quentin, archidiakon Paryża – kardynał prezbiter S. Stefano al Monte Celio (tytuł nadany 3 stycznia 1313), zm. 30 sierpnia 1318.
6. Guillaume Teste, archidiakon Comminges – kardynał prezbiter S. Ciriaco alle Terme (tytuł nadany 22 kwietnia 1313), zm. we wrześniu 1326.
7. Guillaume Godin OP, lektor Świętego Pałacu – kardynał prezbiter S. Cecilia, następnie kardynał biskup Sabiny (12 września 1317), zm. 4 czerwca 1336.
8. Vital du Four OFM, prowincjał Akwitanii – kardynał prezbiter Ss. Silvestro e Martino, następnie kardynał prezbiter Ss. Silvestro e Martino i biskup elekt Albano (9 września 1320), kardynał biskup Albano (14 czerwca 1321), zm. 16 sierpnia 1327.
9. Raymond de Saint-Sever OSB, opat St.-Sever – kardynał prezbiter S. Pudenziana (tytuł nadany 14 stycznia 1313), zm. 19 lipca 1317.